# Stenalcidia detractaria
Stenalcidia detractaria là một loài bướm đêm trong họ Geometridae.